# Aéroport international de Washington-Dulles
Pour les articles homonymes, voir IAD.
L'aéroport international de Washington-Dulles (en anglais : Washington Dulles International Airport), connu localement sous le sigle IAD (code IATA : IAD • code OACI : KIAD), est un aéroport américain desservant Washington, D.C. et son aire métropolitaine.
Situé à Dulles, secteur non constitué en municipalité dans le comté de Loudoun en Virginie, à 40 km à l'ouest du centre de la capitale fédérale, il porte le nom de John Foster Dulles, 52e secrétaire d'État des États-Unis, en fonction de 1953 à 1959, durant la présidence de Dwight D. Eisenhower.
S'agissant du trafic de passagers, il est le 25e aéroport aux États-Unis et le 29e en Amérique du Nord, avec plus de 24 millions de personnes en faisant usage en 2019. S'il se place ainsi devant l'aéroport national Ronald-Reagan mais derrière l'aéroport international Thurgood Marshall de Baltimore-Washington, il demeure néanmoins loin en tête de ces derniers quant au nombre de passagers pour les vols internationaux et reste de ce fait la porte d'entrée internationale de la région.
L'aéroport international de Washington-Dulles est une plate-forme de correspondance d'importance pour United Airlines et sa filiale United Express. Depuis novembre 2022, il est accessible par la Silver Line du métro de Washington, lorsque le prolongement à Ashburn entre en service. D'une superficie de 47,9 km2, il est géré par la Metropolitan Washington Airports Authority (MWAA).

## Histoire

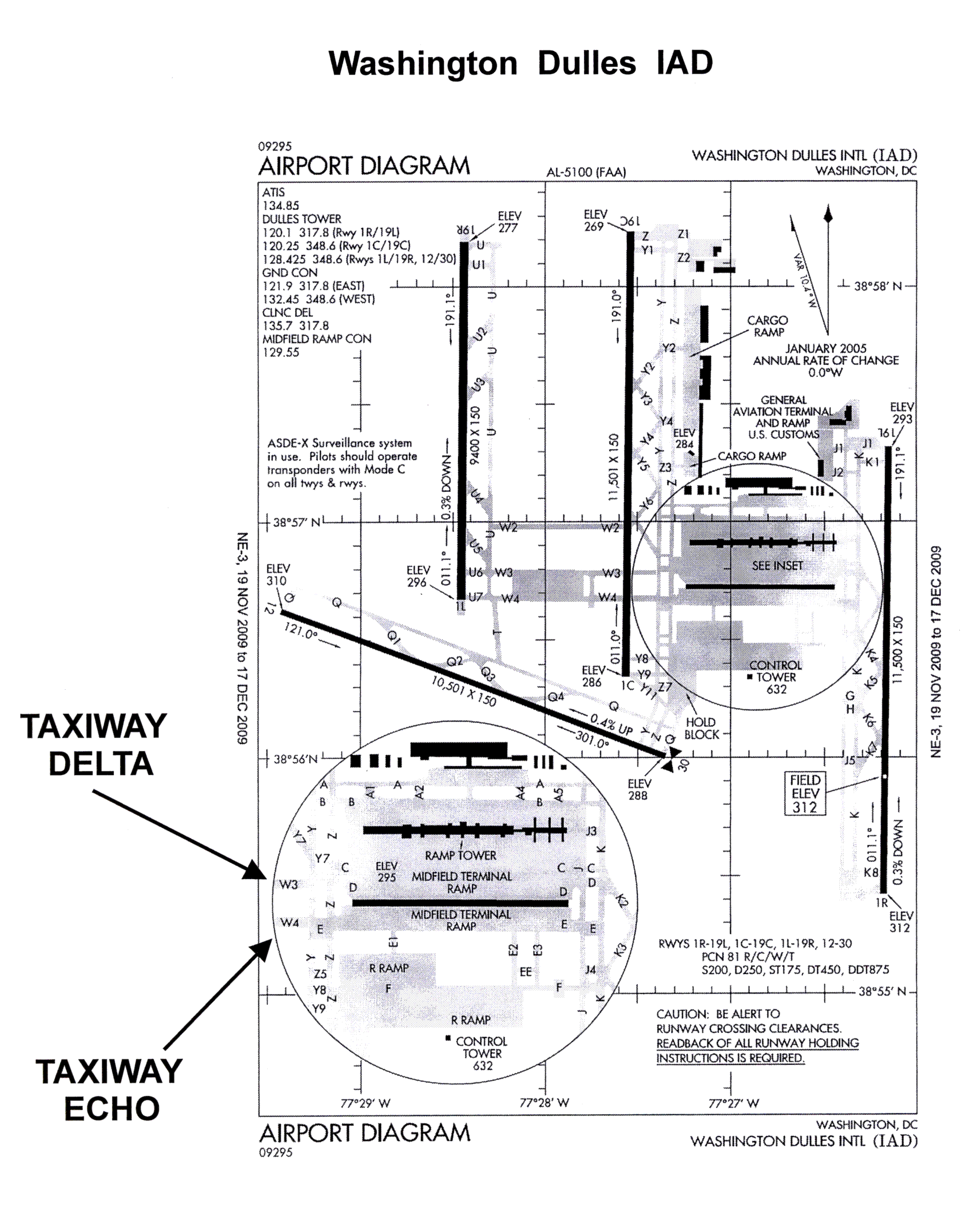
Carte de l'aéroport.

Après la Seconde Guerre mondiale, le besoin d'un second aéroport après l'aéroport national dans la région de Washington se fait ressentir, l'aéroport international de l'amitié (actuel aéroport international Thurgood Marshall de Baltimore-Washington), inauguré en 1950, étant à l'époque considéré comme trop éloigné. Le président de l'époque Dwight D. Eisenhower décide alors de la construction d'un nouveau et grand aéroport sur l'actuel site de l'aéroport international Washington-Dulles, en 1958.
La firme d'ingénierie civile Ammann & Whitney de New York est mandatée pour construire ce projet. L'architecture de l'aérogare principale est l'œuvre de l'architecte Eero Saarinen. On opte pour une salle d'attente mobile pour transporter les passagers de l'aérogare jusqu'aux avions, comme tel est le cas avec l'aéroport international Montréal-Mirabel au Canada. La construction de l'aéroport international de Washington-Dulles dure de 1958 à 1962. Il est inauguré le 17 novembre 1962 par le président John Fitzgerald Kennedy.
Avec son aérogare, ses infrastructures aéroportuaires, sa tour de contrôle et ses trois pistes équipées d'un système moderne d'atterrissage aux instruments, ce nouvel aéroport symbolise alors l'Amérique nouvelle, le progrès de l'aviation, tout en offrant une importante porte d'entrée sur la capitale fédérale. Le premier vol officiel est l'arrivée d'un Lockheed L-188 Electra d'Eastern Air Lines provenant de l'aéroport international de Newark à New York. À cette époque, il est l'un des plus modernes aéroports au monde.
En 1962, l'aéroport est desservi par American Airlines, Braniff, Delta Air Lines, Eastern Air Lines, Trans World Airlines et Northwest Orient Airlines. En 1966, il accueille plus d'un million de passagers. Le 24 mai 1976, deux Concordes — un d'Air France arrivant de Paris et l'autre de British Airways arrivant de Londres — atterrissent en parallèle.
Connu jusqu'alors sous le nom de Dulles International Airport, on le renomme Washington Dulles International Airport en 1984. En 1986, l'aéroport accueille plus de dix millions de passagers, passant à plus de vingt millions en 2000. Le 7 juin 1995 voit l'inauguration du tout premier vol commercial du Boeing 777 de United Airlines sur la route aérienne de Washington, D.C. à Londres. En novembre 2008, la quatrième piste (1L/19R) est ouverte ; la construction d'une cinquième piste (12/30) est envisagée.

## Situation

### Carte des 30 principaux aéroports américains
| \| 500 km1:17 479 000 \| Atlanta Los Angeles Chicago · O'Hare Chicago · Midway Dallas · Fort Worth New York · JFK Newark · Liberty New York-LaGuardia Denver San Francisco Charlotte Las Vegas Phoenix Miami Houston Seattle Orlando Minneapolis · Saint-Paul Boston Détroit Philadelphie Fort Lauderdale · Hollywood Baltimore Washington · R. Reagan Washington · Dulles Salt Lake City San Diego Honolulu Tampa Portland |
| 500 km1:17 479 000 |

## Statistiques
Le graphique qui aurait dû être présenté ici ne peut pas être affiché car il utilise l'ancienne extension Graph, désactivée pour des questions de sécurité. Des indications pour créer un nouveau graphique avec la nouvelle extension Chart sont disponibles ici.

Voir la requête brute et les sources sur Wikidata.

## Galerie

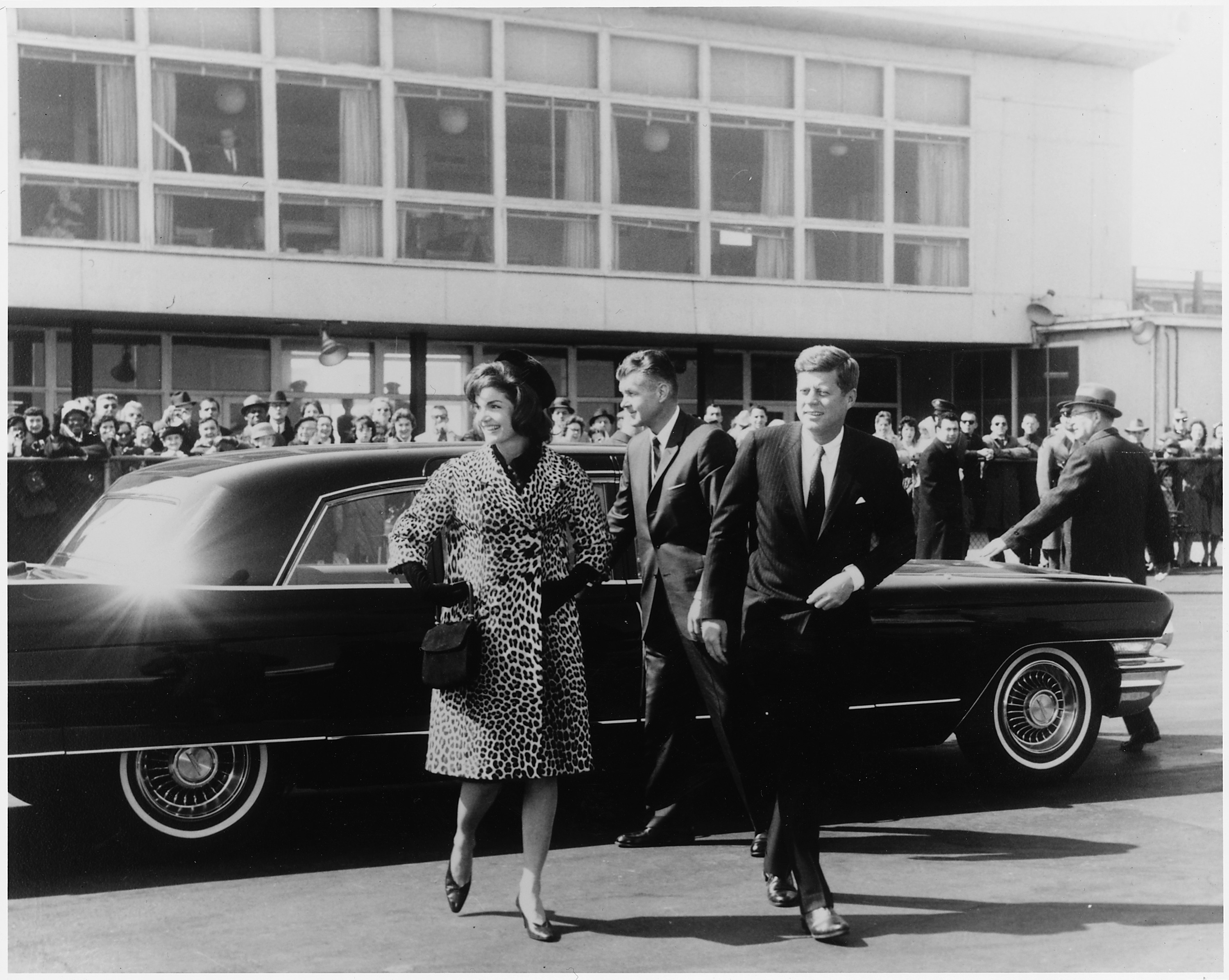
John Fitzgerald Kennedy et sa femme au départ de Dulles en 1962.
La tour de contrôle.
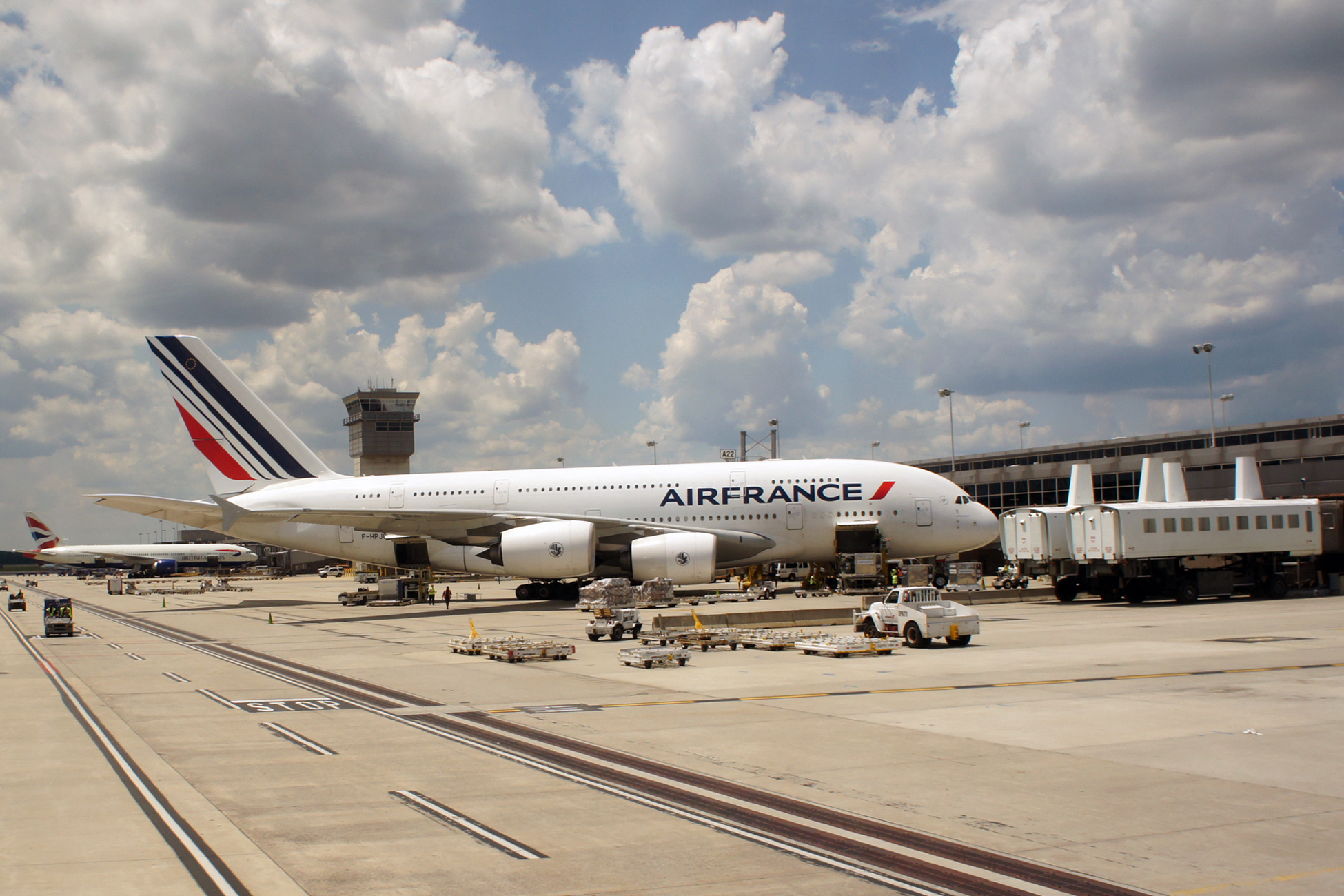
Airbus A380 d'Air France à Washington-Dulles (2012).
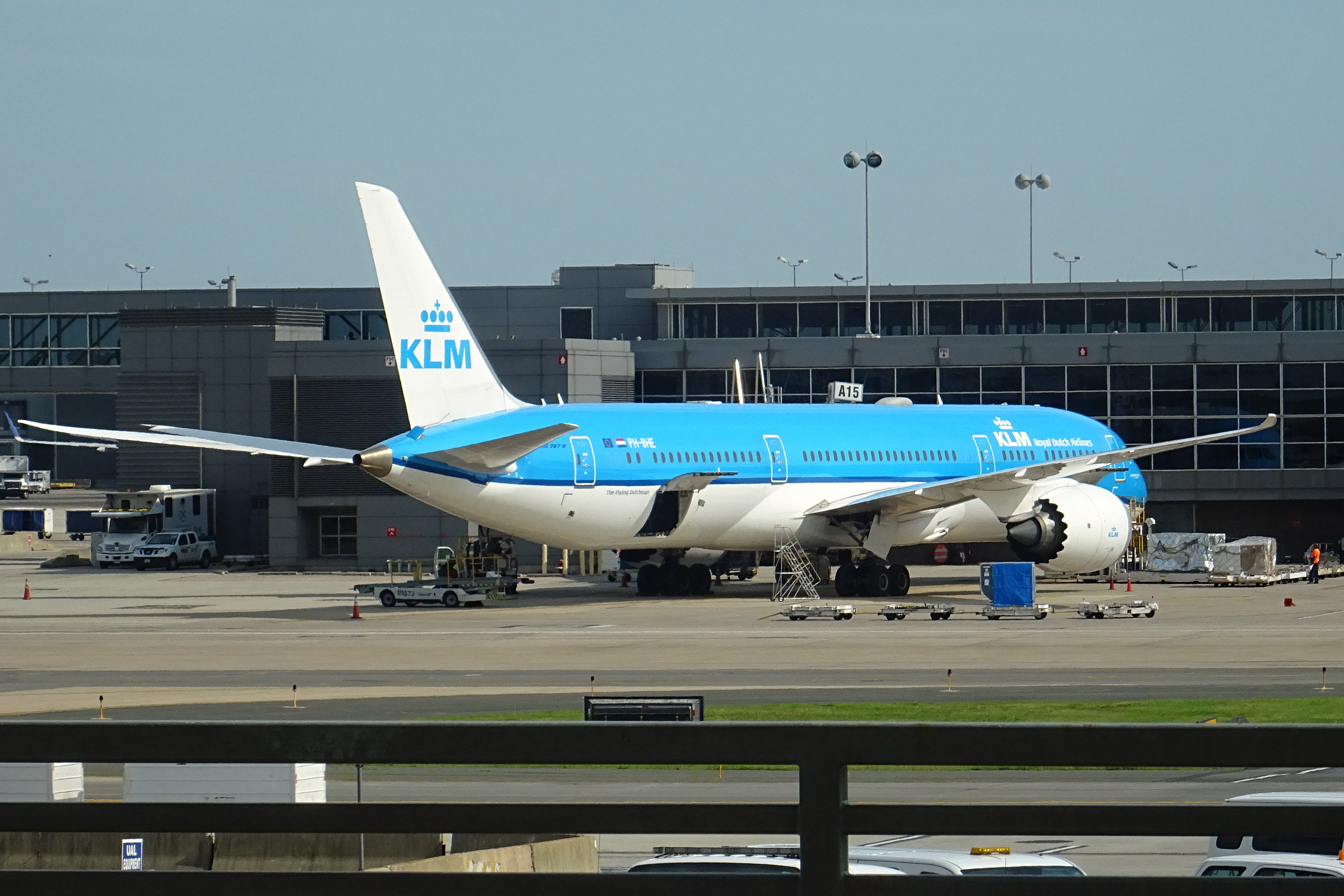
Boeing 787 Dreamliner de KLM Royal Dutch Airlines à Washington-Dulles (2018).
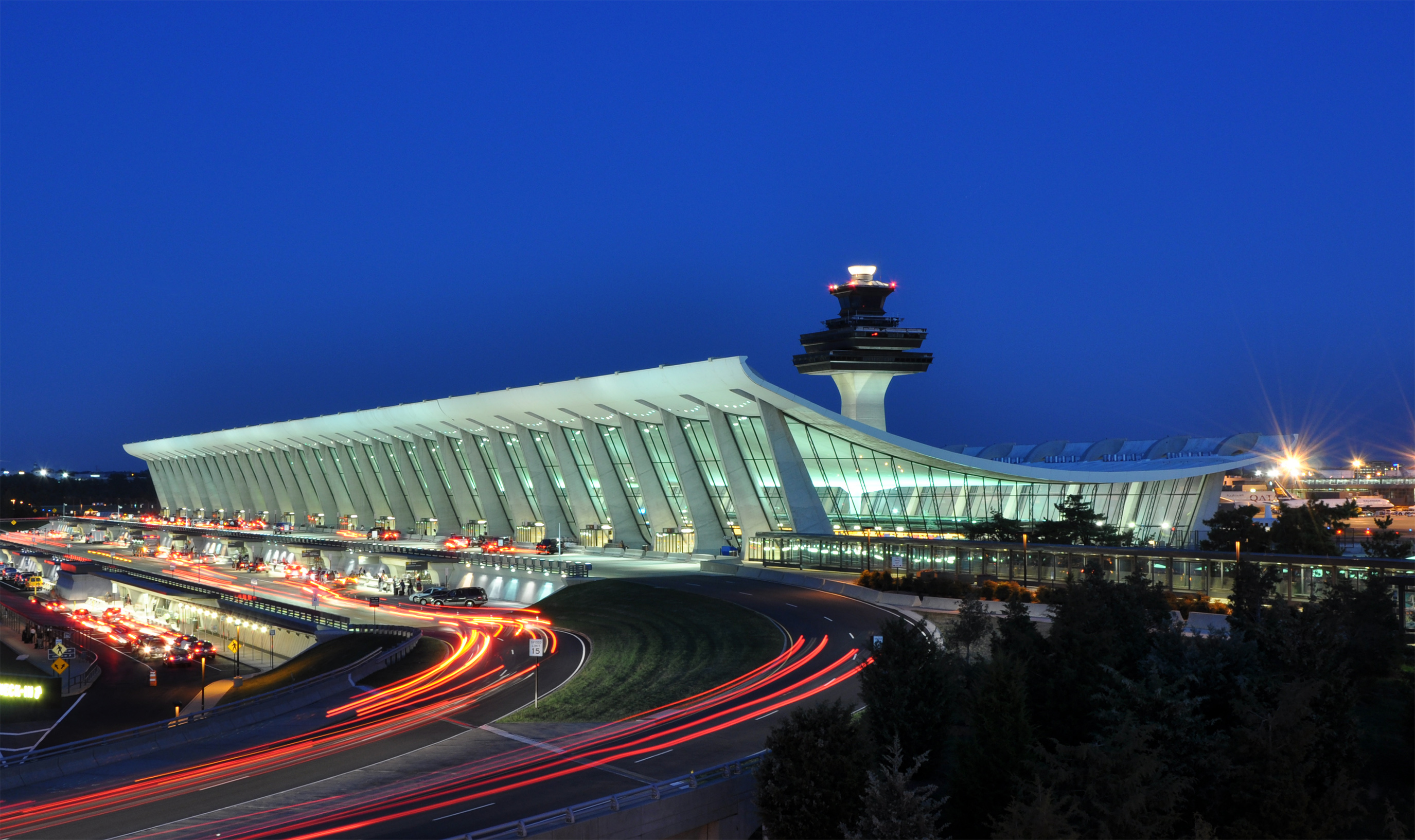
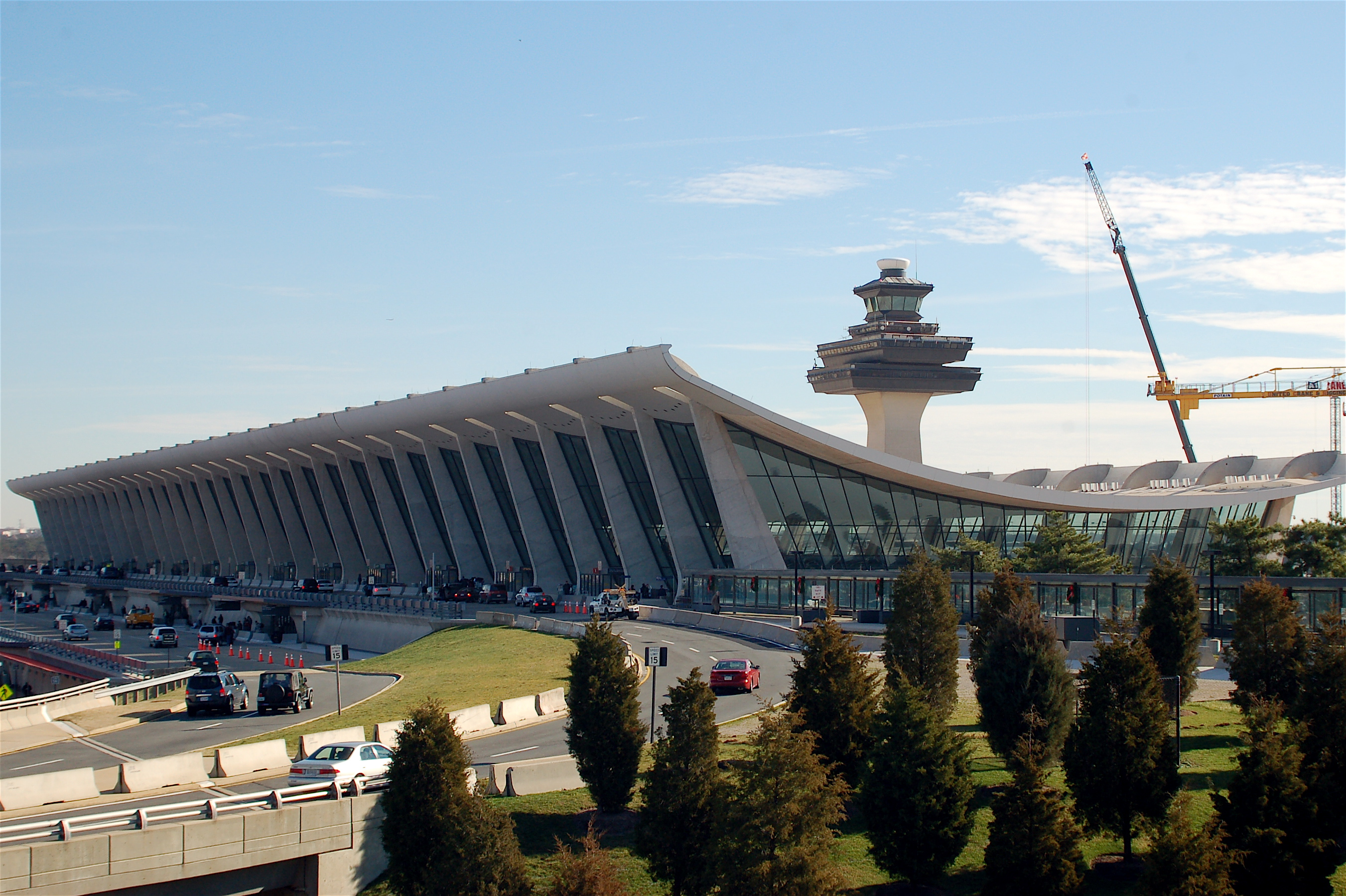
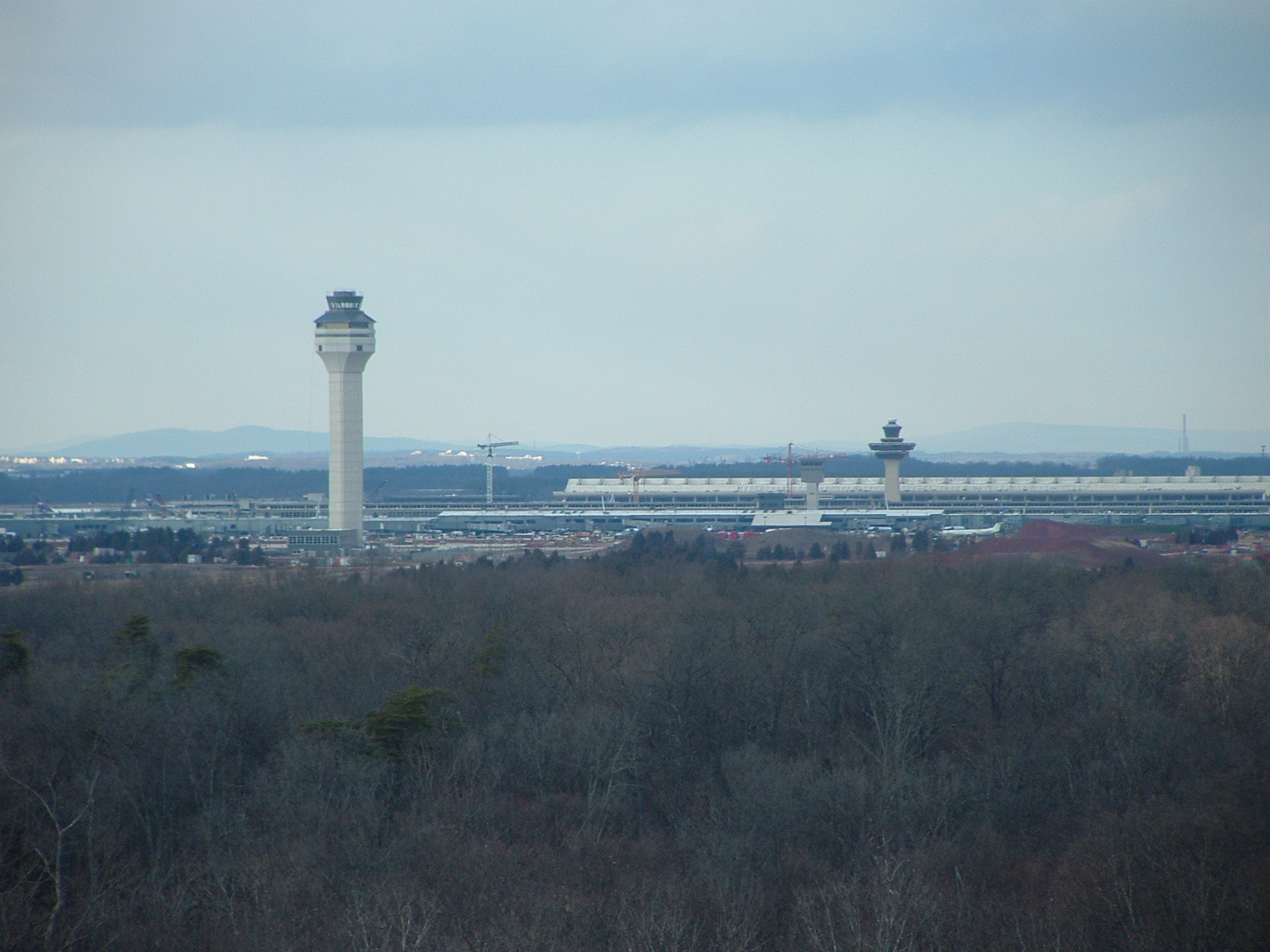
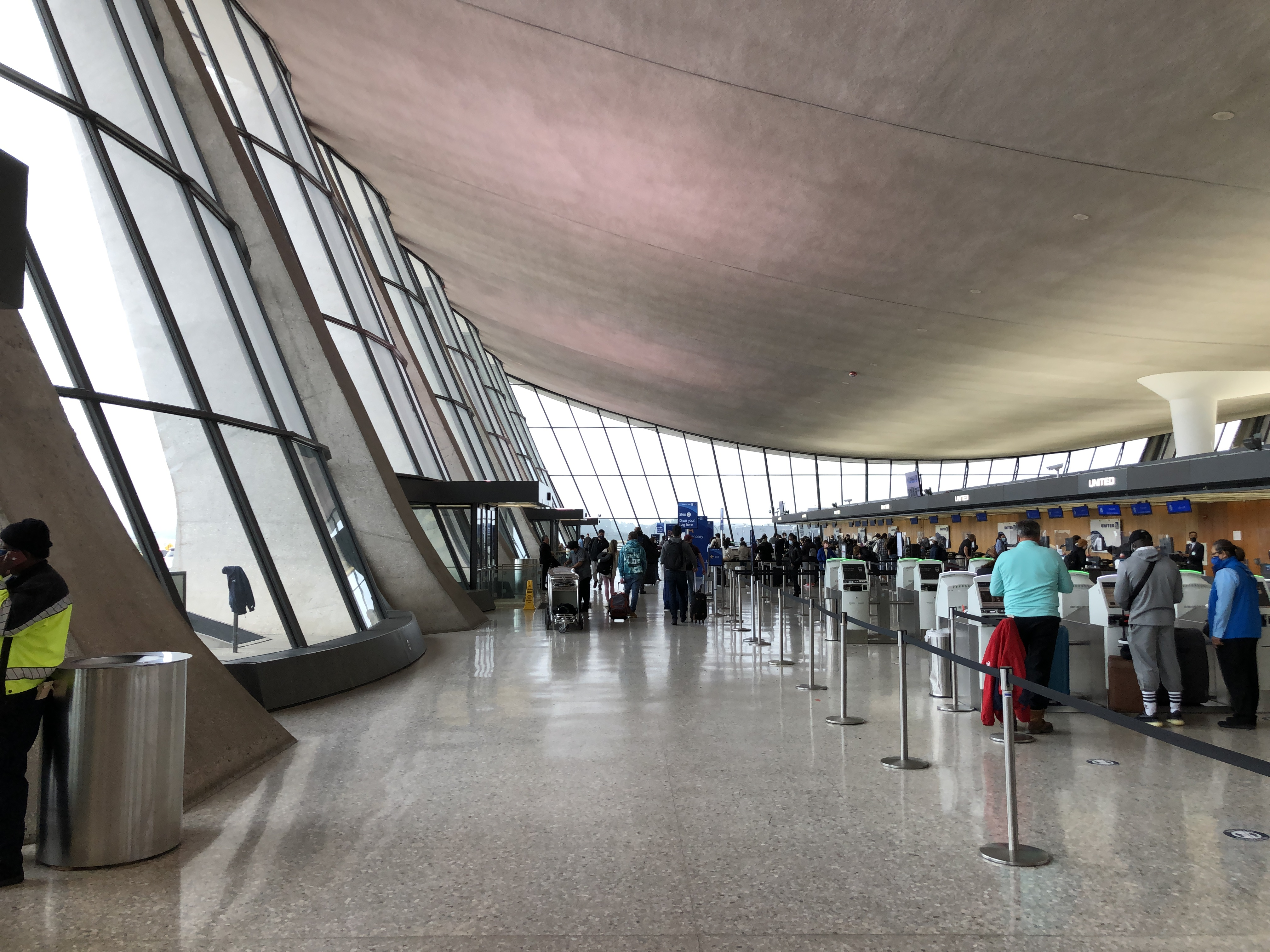
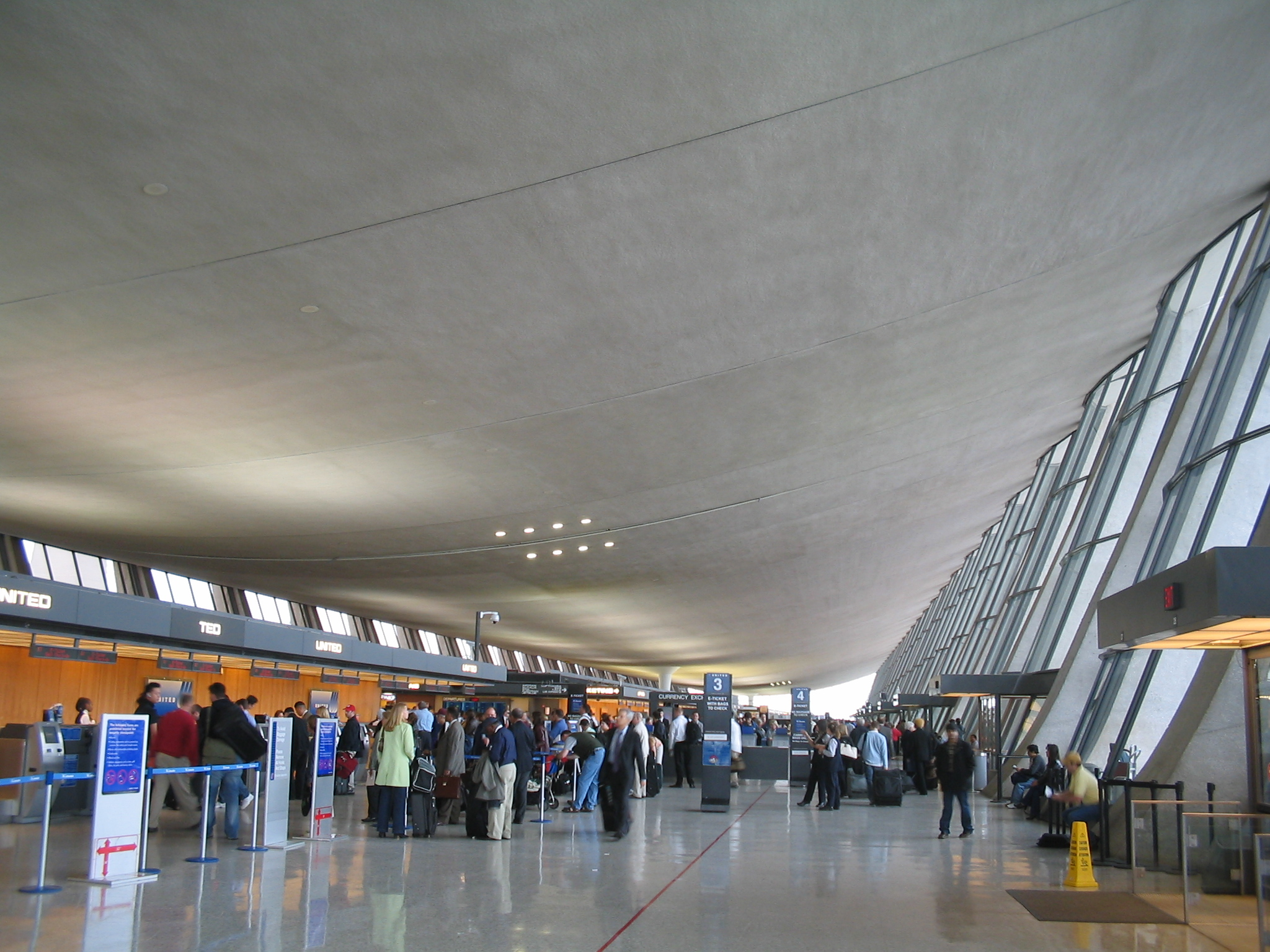

## Compagnies et destinations
| Compagnies                    | Destinations | Refs   |
| ----------------------------- | --- | ------ |
| Aer Lingus                    | Dublin | [ 7 ]  |
| Air Canada Express            | Montréal (P.-E.-Trudeau), Toronto (Pearson) | [ 8 ]  |
| Air China                     | Pékin-Capitale | [ 9 ]  |
| Air France                    | Paris-Charles de Gaulle | [ 10 ] |
| Air India                     | Delhi-Indira Gandhi | [ 11 ] |
| Alaska Airlines               | Los Angeles, San Francisco, Seattle-Tacoma | [ 12 ] |
| Alitalia                      | Rome Léonard-de-Vinci/Fiumicino | [ 14 ] |
| All Nippon Airways            | Tokyo-Narita | [ 15 ] |
| American Airlines             | Charlotte-Douglas, Dallas-Fort Worth, Los Angeles | [ 16 ] |
| American Eagle                | Charlotte-Douglas | [ 16 ] |
| Austrian Airlines             | Vienne-Schwechat | [ 17 ] |
| Avianca                       | Bogota-El Dorado, La Paz-El Alto |        |
| Avianca El Salvador           | San Salvador-M. O. A. Romero y Galdámez | [ 18 ] |
| British Airways               | Londres-Heathrow | [ 19 ] |
| Brussels Airlines             | Bruxelles-National | [ 21 ] |
| Cathay Pacific                | Hong Kong | [ 22 ] |
| Copa Airlines                 | Panama-Tocumen | [ 23 ] |
| Delta Air Lines               | Atlanta H.-Jackson, Détroit, Minneapolis-Saint-Paul, Salt Lake City, Seattle-Tacoma En saison : Cancún | "      |
| Delta Connection              | Détroit, Minneapolis-Saint-Paul, New York-John F. Kennedy | [ 24 ] |
| EgyptAir                      | Le Caire | ,      |
| Emirates                      | Dubaï | [ 27 ] |
| Ethiopian Airlines            | Addis-Abeba Bole | [ 29 ] |
| Etihad Airways                | Abou Dabi | [ 30 ] |
| Frontier Airlines             | Austin-Bergstrom, Denver, Las Vegas-Harry-Reid, Orlando En saison : Colorado Springs, San Antonio | "      |
| Icelandair                    | Reykjavik-Keflavík | [ 32 ] |
| KLM                           | Amsterdam | [ 33 ] |
| Korean Air                    | Séoul-Incheon | [ 34 ] |
| Lufthansa                     | Francfort, Munich-F. J. Strauß | [ 35 ] |
| Porter Airlines               | Toronto (Billy Bishop) | [ 36 ] |
| Qatar Airways                 | Doha-Hamad | [ 37 ] |
| Royal Air Maroc               | Casablanca-Mohammed-V | [ 38 ] |
| Saudia                        | Djeddah - Roi-Abdelaziz, Riyad-roi Khaled Hajj: Médine-Prince M. Bin Abdulaziz | "      |
| Scandinavian Airlines         | Copenhague-Kastrup | [ 40 ] |
| Southwest Airlines            | Atlanta H.-Jackson, Denver, Orlando | [ 41 ] |
| Sun Country Airlines          | En saison : Minneapolis-Saint-Paul | [ 42 ] |
| Swiss International Air Lines | Zurich | [ 44 ] |
| TAP Air Portugal              | Lisbonne-H. Delgado | [ 45 ] |
| Turkish Airlines              | Istanbul | [ 46 ] |
| United Airlines               | - Amsterdam, - Atlanta H.-Jackson, - Austin-Bergstrom, - Pékin-Capitale, - Boston Logan, - Bruxelles-National, - Cancún, - Chicago-O'Hare, - Cleveland-Hopkins, - John Glenn Columbus, - Dallas-Fort Worth, - Denver, - Fort Lauderdale-Hollywood, - Fort Myers, - Francfort, - Genève-Cointrin, - Hartford-Bradley, - Honolulu, - Houston-George Bush, - Kansas City, - Lagos-Murtala Muhammed, - Las Vegas-Harry-Reid, - Londres-Heathrow, - Los Angeles, - Mexico-B. Juárez, - Munich-F. J. Strauß, - Nashville, - La Nouvelle-Orléans-L. Armstrong, - Newark-Liberty, - Orlando, - Paris-Charles de Gaulle, - Phoenix-Sky Harbor, - Portland, - Raleigh-Durham, - Sacramento, - San Antonio, - San Diego, - San Francisco, - San Juan - Luis-Muñoz-Marín, - São Paulo/Guarulhos, - Seattle-Tacoma, - Tampa, - Tel Aviv - Ben Gourion, - Tokyo-Haneda , - Zurich En saison : - Aruba-Reine-Beatrix, - Barcelone-El Prat, - Charleston, - Cincinnati-Northern Kentucky, - Dublin, - Vail (comté d'Eagle), - Édimbourg, - Grand Cayman-O. Roberts, - Guatemala-La Aurora, - Yampa Valley (en), - Indianapolis, - Jacksonville, - Lisbonne-H. Delgado, - Madrid-Barajas, - Miami, - Minneapolis-Saint-Paul, - Montego Bay-Donald Sangster, - Norfolk, - Nice-Côte d'Azur, - Providenciales, - Punta Cana, - Rome Léonard-de-Vinci/Fiumicino, - Saint-Martin - Princesse-Juliana, - Charlotte Amalie - Cyril E. King, - San José-J. Santamaría, - Los Cabos, - Vancouver                                        | [ 48 ] |
| United Express                | - Albany, - Asheville, - Atlanta H.-Jackson, - Austin-Bergstrom, - Boston Logan, - Buffalo-Niagara, - Burlington, - Charleston, - Charlotte-Douglas, - Charlottesville, - Benedum (en), - Chicago-O'Hare, - Cincinnati-Northern Kentucky, - Cleveland-Hopkins, - Columbia Metropolitan, - John Glenn Columbus, - Dallas-Fort Worth, - Dayton, - Détroit, - Elmira/Corning, - Grand Rapids-G. R. Ford, - Greensboro (en), - Greenville-Spartanburg, - Harrisburg (Middletown), - Hartford-Bradley, - Houston-George Bush, - Huntsville (en), - Indianapolis, - Ithaca (comté de Tompkins), - Jacksonville, - Kansas City, - Knoxville-McGhee Tyson (en), - Greenbrier (Lewisburg), - Lexington-Blue Grass (en), - Louisville-Standiford Field, - Manchester (New Hampshire), - Minneapolis-Saint-Paul, - Montréal (P.-E.-Trudeau), - Nashville, - La Nouvelle-Orléans-L. Armstrong, - New York-LaGuardia, - Newark-Liberty, - Norfolk, - Ogdensburg (en), - Oklahoma City (Will Rogers-World), - Ottawa (Macdonald-Cartier), - Pittsburgh, - Plattsburgh, - Portland (Maine), - Providence-T. F. Green, - Raleigh-Durham, - Richmond-Byrd Field, - Roanoke–Blacksburg (en), - Rochester (État de New York), - Lambert-Saint Louis, - San Antonio, - Sarasota-Bradenton , - Savannah, - Staunto (Shenandoah Valley), - State College, - Syracuse-Hancock, - Toronto (Pearson), - Wilkes-Barre/Scranton, - Wilmington (en) En saison : - Hilton Head Island, - Nassau L. Pindling, - Traverse City-Cherry Capital | [ 48 ] |
| Virgin Atlantic               | Londres-Heathrow | [ 50 ] |
| Volaris Costa Rica            | San Salvador-M. O. A. Romero y Galdámez, San José-J. Santamaría | [ 51 ] |

Édité le 05/10/2019

## Accès
Jusqu'en 2022, l'aéroport international de Washington-Dulles ne dispose pas de connexion aux réseaux de chemin de fer ou de métro. À partir de la mise en service de la Silver Line du métro de Washington le 26 juillet 2014, une navette d'autobus relie l'aéroport à la station Wiehle–Reston East (temps de trajet de 10-15 minutes environ, prix 5 $, départ porte 4), au côté de la ligne de bus rapide 5A, mise en service en 2000 et reliant l'aéroport aux stations de métro Rosslyn en Virginie et L'Enfant Plaza à Washington, D.C. en centre-ville. Le 15 novembre 2022, avec la mise en service du prolongement de la Silver Line à Ashburn, la station Dulles International Airport est ouverte pour la desserte de l'aéroport. Le service de la ligne de bus rapide 5A est interrompu le lendemain, puisque le métro offre désormais une liaison directe avec Rosslyn et L'Enfant Plaza.

## Dans la culture populaire
L'action du film 58 minutes pour vivre (Die Hard 2) de Renny Harlin se déroule au sein de l'aéroport de Washington-Dulles. Le film a cependant été tourné dans l'aéroport international de Los Angeles.